# حسين سليمان أبو صالح
البروفيسور حسين سليمان أبو صالح (1930 - 6 ديسمبر 2021)، هو طبيب وسياسي سوداني، شغل منصب وزير الخارجية في عهد حكومة البشير (1988–1989, 1993–1995)، ووزيرا للصحة ثم وزيرا للإعلام في حكومة الصادق المهدي.

## وفاته
توفي صباح يوم الأثنين 6 ديسمبر 2021، ووري الثرى بمقابر حمد النيل.